# Kusong
Kusŏng (en coréen : 구성시, [ku.sʌŋ]) est une ville du centre de la province de Pyongan du Nord, en Corée du Nord. 
Elle borde Taegwan au nord, Taechon à l'est, Kwaksan et Chongju au sud et Chonma à l'ouest. Le point culminant est Chongryongsan (coréen : 청룡산) d'une hauteur de 920 mètre.
Les établissements d'enseignement situés à Kusong comprennent le Kusong Mechanical College et le Kusong Industrial College. Les reliques historiques incluent le château Kuju de la dynastie Koryo.
Elle possédait en 2008 une population de 196 515 habitants.

## Industrie
Kusong abrite également une grande partie de l'industrie militaire nord-coréenne, avec des usines de munitions et des mines d'uranium dans la région. Le n°112, également connu sous le nom d'usine du 12 janvier, a été le site du premier lancement réussi du Hwasong 12, avec un mémorial dédié au lancement réussi à proximité.
L'aérodrome de Panghyon est également situé à Kusong, qui est un site de lancements d'essais de missiles, y compris le premier lancement d'essai réussi d'ICBM par la RPDC.
Kusong abrite l'usine de machines gérée par Ho Chol Yong, une grande usine qui produit des véhicules à chenilles et des chars. Cette usine a connu de multiples extensions en 2016 et 2020. L'expansion des usines se reflète dans l'utilisation croissante de tracteur-érecteur-lanceur.